# Laudert
Laudert is een plaats in de Duitse deelstaat Rijnland-Palts, en maakt deel uit van de Rhein-Hunsrück-Kreis.
Laudert telt 434 inwoners.

## Bestuur
De plaats is een Ortsgemeinde en maakt deel uit van de Verbandsgemeinde Sankt Goar-Oberwesel.
Alterkülz ·
Altweidelbach ·
Argenthal ·
Badenhard ·
Bärenbach ·
Belg ·
Belgweiler ·
Bell (Hunsrück) ·
Beltheim ·
Benzweiler ·
Bergenhausen ·
Beulich ·
Bickenbach ·
Biebern ·
Birkheim ·
Boppard ·
Braunshorn ·
Bubach ·
Buch ·
Büchenbeuren ·
Budenbach ·
Damscheid ·
Dichtelbach ·
Dickenschied ·
Dill ·
Dillendorf ·
Dommershausen ·
Dörth ·
Ellern ·
Emmelshausen ·
Erbach ·
Fronhofen ·
Gehlweiler ·
Gemünden ·
Gödenroth ·
Gondershausen ·
Hahn ·
Halsenbach ·
Hasselbach ·
Hausbay ·
Hecken ·
Heinzenbach ·
Henau ·
Hirschfeld ·
Hollnich ·
Holzbach ·
Horn ·
Hungenroth ·
Kappel ·
Karbach ·
Kastellaun ·
Keidelheim ·
Kirchberg ·
Kisselbach ·
Klosterkumbd ·
Kludenbach ·
Korweiler ·
Kratzenburg ·
Külz ·
Kümbdchen ·
Lahr ·
Laubach ·
Laudert ·
Laufersweiler ·
Lautzenhausen ·
Leiningen ·
Liebshausen ·
Lindenschied ·
Lingerhahn ·
Maisborn ·
Maitzborn ·
Mastershausen ·
Mengerschied ·
Mermuth ·
Metzenhausen ·
Michelbach ·
Mörschbach ·
Mörsdorf ·
Morshausen ·
Mühlpfad ·
Mutterschied ·
Nannhausen ·
Neuerkirch ·
Ney ·
Nieder Kostenz ·
Niederburg ·
Niederkumbd ·
Niedersohren ·
Niedert ·
Niederweiler ·
Norath ·
Ober Kostenz ·
Oberwesel ·
Ohlweiler ·
Oppertshausen ·
Perscheid ·
Pfalzfeld ·
Pleizenhausen ·
Ravengiersburg ·
Raversbeuren ·
Rayerschied ·
Reckershausen ·
Reich ·
Rheinböllen ·
Riegenroth ·
Riesweiler ·
Rödelhausen ·
Rödern ·
Rohrbach ·
Roth ·
Sankt Goar ·
Sargenroth ·
Schlierschied ·
Schnorbach ·
Schönborn ·
Schwall ·
Schwarzen ·
Simmern/Hunsrück ·
Sohren ·
Sohrschied ·
Spesenroth ·
Steinbach ·
Thörlingen ·
Tiefenbach ·
Todenroth ·
Uhler ·
Unzenberg ·
Urbar ·
Utzenhain ·
Wahlbach ·
Wahlenau ·
Wiebelsheim ·
Womrath ·
Woppenroth ·
Würrich ·
Wüschheim ·
Zilshausen